# ムギマキ
ムギマキ（麦播、学名：Ficedula mugimaki）は、スズメ目ヒタキ科ヒタキ亜科に分類される鳥類の一種である。

## 分布
ロシア東部からオホーツク海沿岸、サハリン、アムール、中国北東部で繁殖し、冬期は中国南部、東南アジア方面に渡り越冬する。
日本では旅鳥として春と秋の渡りの時期に全国各地を通過するが、数は少ない。日本海側の島嶼（舳倉島、対馬等）では、比較的よく観察される。

## 形態
全長約13cm。雄は上面が黒く、眼の後方の眉斑が白く目立つ。喉から腹はオレンジ色で、下腹以下の下面は白色である。雌は上面はオリーブ褐色で、眉斑は不明瞭である。喉から腹は雄に比べると淡いオレンジ色である。

## 生態
繁殖地では針葉樹林に生息し、つがいで縄張りを持つ。高木の枝の上に、鉢型の巣を作る。卵数は4-8個。
日本では海辺や山麓の松林で観察されることが多いが、市街地の公園に現れることもある。木などにとまる際にはヒタキ科特有の跗蹠が隠れるようなとまり方ではなく、足を突っ張らせたようなツグミ類に近いとまり方をする。
昆虫類、節足動物等を食べる。時々空中捕食もする。
「ピピピ」とさえずる。地鳴きは「ティッ　ティッ」。最初はゆっくりとしたテンポで、後半になると早口となる。